# Chiva (vehículo)

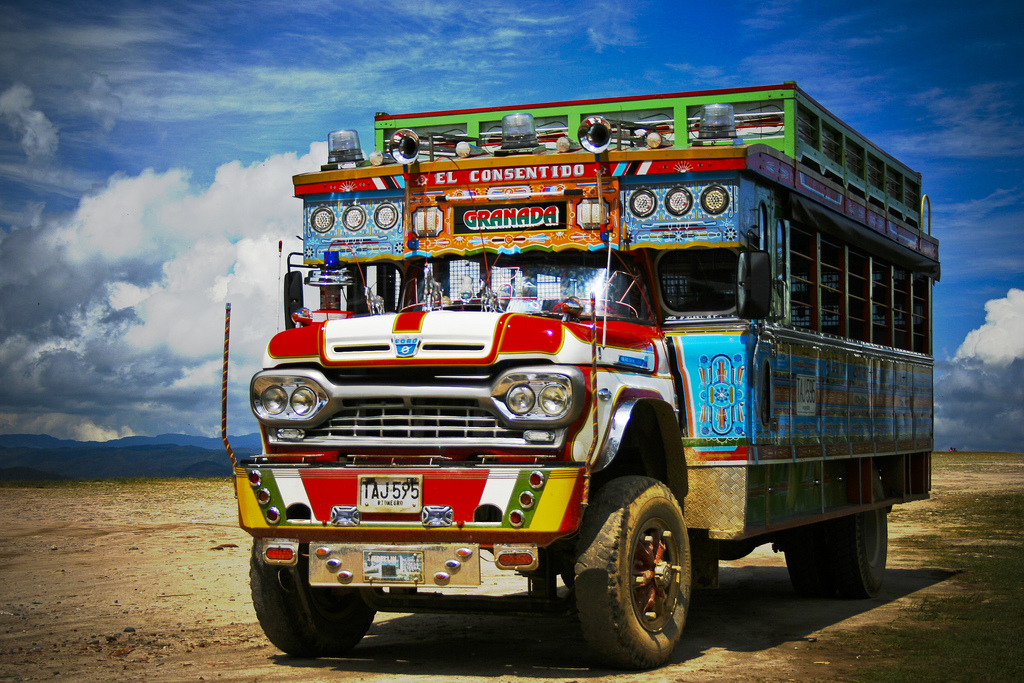
Chiva o escalera en Guatapé (Antioquia), procedente de Granada

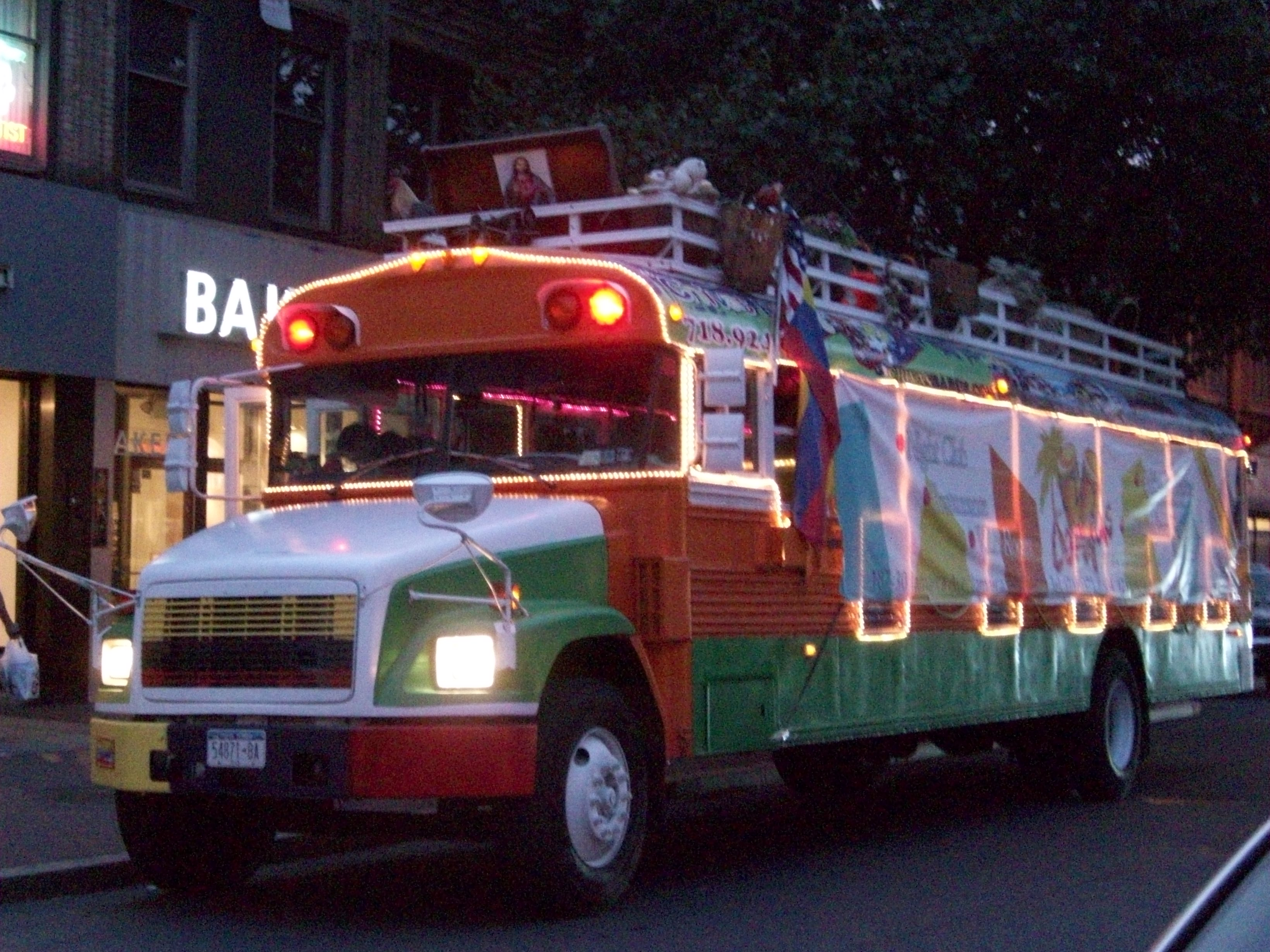
Chiva en Nueva York.

La chiva, también conocida como «buses escalera» (por las escalerillas que tienen en su parte posterior), son autobuses típicos de Colombia, Ecuador y Panamá, adaptados en forma artesanal para el transporte público rural, pero también utilizadas en el transporte urbano en Panamá.

## Colombia
Se caracterizan por su gran colorido, predominando el amarillo, el azul y el rojo, los colores nacionales de Colombia, Ecuador y Venezuela. En 2006, la chiva fue postulada por la revista Semana como símbolo cultural de Colombia en el concurso en el que resultó ganador el sombrero vueltiao.
Originarias del departamento de Antioquia, las chivas o escaleras fueron rápidamente adaptadas en toda la región en el siglo XX. En 1908, el ingeniero colombiano Luciano Restrepo y el mecánico colombiano Roberto Tisnés importaron un chasis de los Estados Unidos y construyeron en Medellín la primera carrocería. Este primer autobús fue utilizado en una ruta entre el centro de Medellín y la localidad de El Poblado. Los primeros modelos eran muy básicos, con un techo de lona a medida y cuatro bancas a modo de asientos. A los nuevos modelos se les agregó una parrilla portaequipaje para que los campesinos pudiesen transportar sus mercancías. Son muy comunes también en algunas regiones de Cauca y Nariño (en especial en los resguardos indígenas).
En regiones como la Costa Caribe (Santa Marta, Cartagena, Valledupar y Barranquilla) y Santander (específicamente Bucaramanga) las chivas son utilizadas como una forma de entretenimiento para propios y turistas, adaptándoles equipos musicales con altavoces y luces multicolores dentro y fuera del automotor, además de un amplio espacio en el interior para que la gente se integre bailando y disfrutando de la música mientras la chiva hace su recorrido por las calles, dejando sólo asientos en los extremos del vehículo, convirtiéndolo en una autentica discoteca ambulante, importante para el turismo de las ciudades que manejan esta forma de esparcimiento.

## Ecuador
En algunas zonas rurales de la región costera aún se utilizan las chivas como medio de transporte, aunque en la actualidad la mayoría tienen fines turísticos.
En ciudades como Quito o Guayaquil, por ejemplo, se usan como discotecas ambulantes donde la gente baila y bebe al ritmo de música tradicional. 

## Panamá

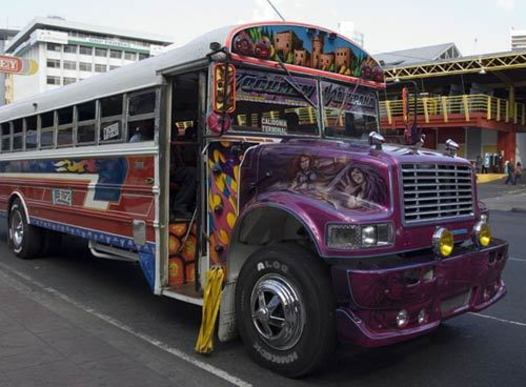
"El Diablo Rojo", Panamá

En Panamá las chivas son buses rurales que cubren rutas desde y hacia la Ciudad de Panamá y las principales localidades del interior del país. Como transporte urbano fueron reemplazadas en los años 70 por los «diablos rojos». Actualmente su uso se limita al transporte rural y a paseos turísticos por la ciudad, siendo muy populares las «chivas parranderas».   
Como dato curioso, el origen de la palabra “chiva” se remonta a que en los primeros años en que empezó este servicio de transporte, había un grupo de conductores de origen hindú, que colocaban una pequeña imagen de la diosa Shiva en el panel situado justo enfrente del volante, los pasajeros curiosos preguntaban quién era la del retrato y los operadores respondían “Shiva”. Esta situación llevó a que la palabra se popularizara, al punto que los buses adquirieron el nombre.

## Descripción y uso

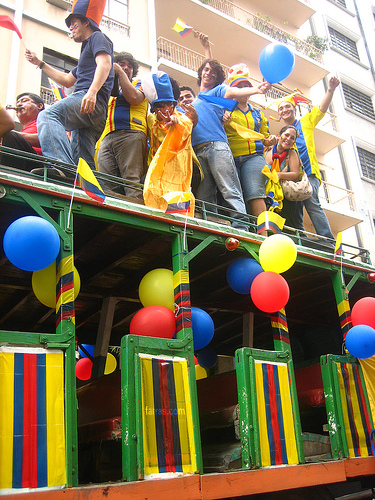
Un ejemplo de las «chivas parranderas» de Panamá, Ecuador y Colombia.

La chiva tradicional se construye sobre un chasis de camión, con hileras de anchas bancas de madera que van de un costado al otro y donde se acomodan personas, animales, equipajes y mercancías. Un costado del bus está cerrado y el acceso se realiza solo por el otro costado. En la parte trasera la chiva cuenta con una escalera (de ahí su otra denominación) que conduce a la plataforma superior, donde se encuentra una parrilla portaequipajes (capacete) en la que menudo se acomodan mercancías de los viajeros y víveres. En ocasiones esta parrilla se usa para transportar también pasajeros, conducta que es sancionada por las autoridades como "sobrecupo".
Los colores de estos vehículos son vivos y los dibujos muy variados, todos ellos pintados a mano durante semanas por artesanos especializados. Estos vehículos, representativos del área andina, son un legado histórico y cultural que debe conservarse para las futuras generaciones.
Es común que los propietarios o conductores de chivas les asignen nombres muy originales (por ejemplo, «La consentida», «La andariega», «La siempre fiel», «Mi rival», «Kaliman», «El árabe») que van en lugares visibles como el parabrisas o los costados, donde también puede ir el nombre del municipio al que se dirigen habitualmente, o donde estén matriculadas.
Los camiones de escalera, también conocidos como “chivas” o “líneas”, son camiones de carga adaptados en forma artesanal para el transporte público rural. Con el paso de los años se han convertido en referentes de la cultura popular de nuestras comunidades rurales a lo largo y ancho de la geografía de nuestro país.
El municipio de Andes, en el departamento de Antioquia, es hoy reconocido en el inventario turístico nacional por tener la mayor cantidad de camiones de escalera en servicio activo, y por realizar actividades que promueven su reconocimiento, su valoración, su conservación y difusión como Patrimonio Cultural.

## Atracciones turísticas

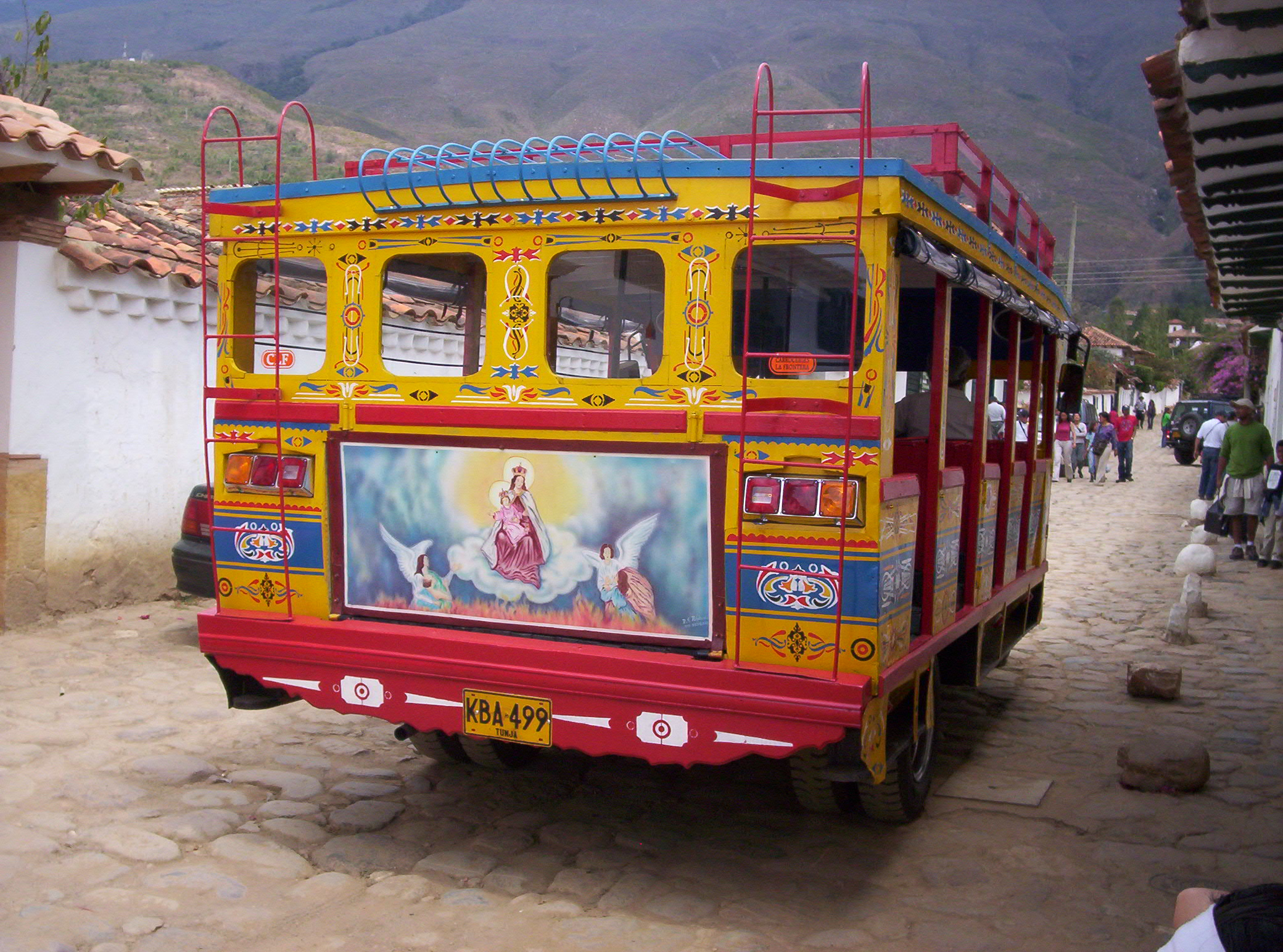
Parte trasera de una chiva colombiana.

Poco a poco, las chivas han pasado de ser un transporte público artesanal a una atracción turística y cada día se adaptan más chivas como buses turísticos en los países donde son populares.   Al principio se utilizaban las chivas tradicionales campesinas para movilizarse entre varias discotecas en una sola noche.  Durante el recorrido, una papayera o murga que se hacía en las bancas de atrás proveía la música. Esto ha evolucionado al punto que en lugares de Colombia, Ecuador y  Panamá se utilizan chivas especialmente adaptadas como discotecas móviles, también llamadas chivas rumberas o parranderas, con equipo de sonido, bar, luces de discoteca, micrófono, pista de baile y otros aditamentos, utilizándose para el turismo, la entretención y la cultura. En algunos lugares existen además programas educativos para que niños de escasos recursos las utilicen como salón de clases en el que recorren y conocen su ciudad aprendiendo matemáticas, ciencias sociales, español, normas de comportamiento ciudadano y reglas de tránsito, entre otros.